# Census-designated place
Pour les articles homonymes, voir CDP.

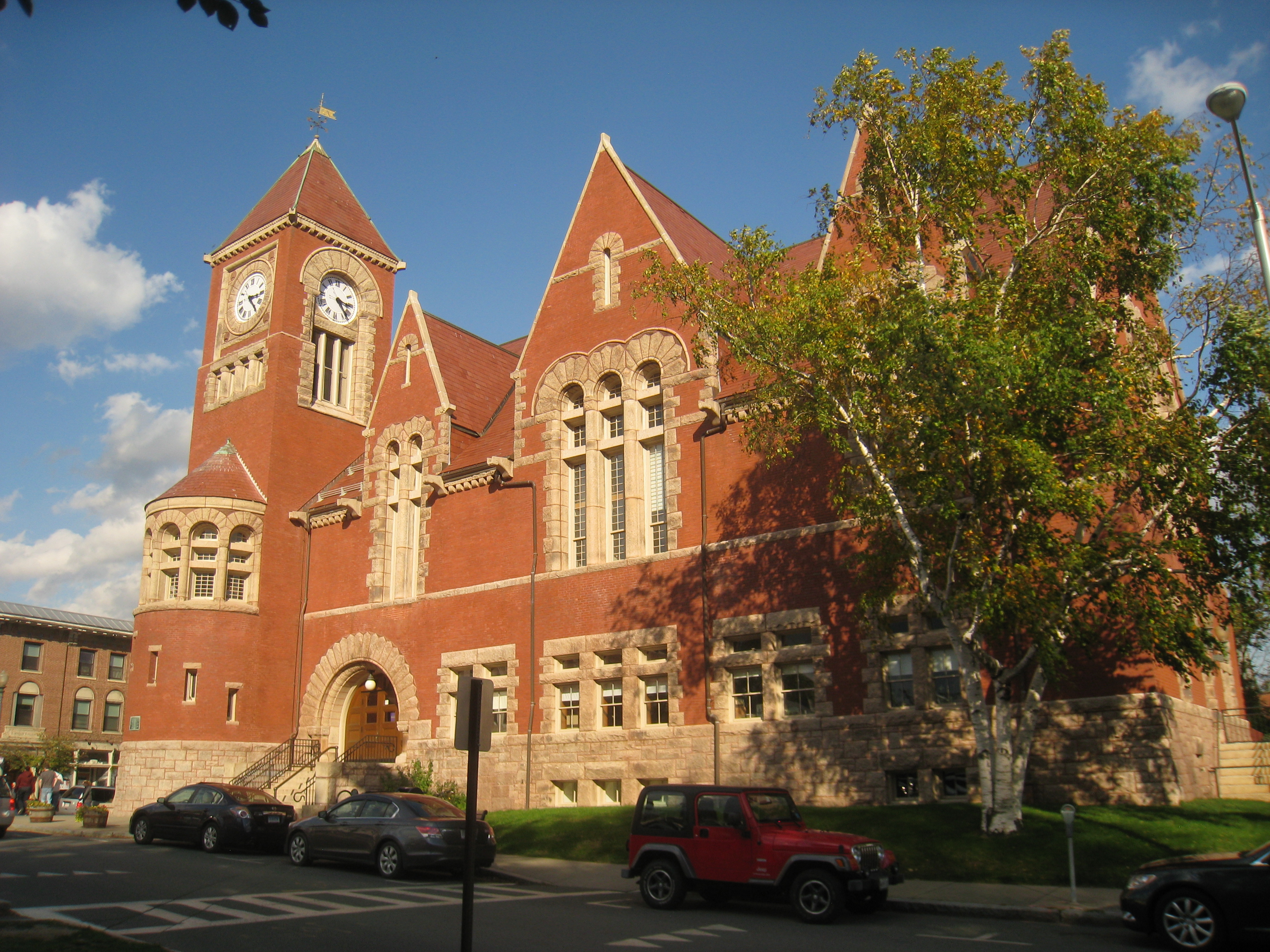
Hôtel de ville de Amherst Center, une census-designated place de l’État du Massachusetts.

Aux États-Unis, un territoire classé comme census-designated place (CDP) est une zone définie par le Bureau du recensement des États-Unis (United States Census Bureau) à des fins statistiques. L'expression se traduit littéralement par « lieu désigné par le recensement », ou « zone territoriale délimitée par référence aux statistiques démographiques » si l’on veut en donner une traduction intégrant tous les concepts évoqués par l’expression américaine, ou plus brièvement en « secteur statistique ».
Les CDP sont délimitées lors de chaque recensement décennal par opposition à des lieux « incorporés » tels que les villes et villages (municipalités). Leur délimitation permet de fournir des données démographiques pour des concentrations de population identifiables par un nom mais qui ne sont pas ou n'ont pas encore été légalement incorporées à l'État dont elles font partie. Les frontières d'une CDP n'ont pas de valeur légale. Dans certains États, les communautés définies comme CDP sont dénommées « communautés non incorporées » (unincorporated communities).

## Histoire
Depuis le début des années 1850, le Bureau du recensement des États-Unis travaille à la création de statistiques sur des espaces « non incorporés » (les villes et villages sont eux « incorporés » c'est-à-dire qu'ils ont une valeur administrative légale). Ainsi par exemple, la census-designated place de Verdi-Mogul (en) dans le Nevada (aujourd'hui dissociée en deux CDP, Verdi et Mogul) dont le nom a été donné en 1868 par Charles Crocker, fondateur de la Central Pacific, tirant de son chapeau celui du compositeur d'opéra italien Giuseppe Verdi. Dans les années 1890, les premières statistiques mixtes (incorporés et non incorporés) voient le jour. Néanmoins, ce type de calcul disparaît dans les recensements entre les années 1900 et 1930. Pour le recensement de 1940, le Census Bureau publie une liste séparée de communautés n'étant pas incorporées de plus de 500 habitants. Il définit cette catégorie comme « non-incorporée » dans le recensement de 1950 et l'utilise jusqu'au recensement de 1970. Pour le recensement de 1950, ce terme était utilisé uniquement pour des zones situées en dehors des zones définies comme urbanisées. Dans celui de 1960, il est utilisé pour certaines zones au sein des zones urbanisées (excepté en Nouvelle-Angleterre) ayant au moins une population composée de 10 000 individus. Pour le recensement de 1970 cette limite passa à 5 000 individus.
Le recensement de 1980 marque un tournant, en effet les « zones non-incorporées » deviennent les « Census-designated places », ceci étant valable désormais également en Nouvelle-Angleterre. Pour le recensement de 1990, le nombre minimal d'individus fut ramené à 2 500 (en zone urbaine).
Les « zones non-incorporées » puis les « Census-designated places » de l'Alaska, de Porto Rico, de certaines îles et des Réserves indiennes obéissent à des seuils de population différents.
Depuis le recensement des États-Unis de 2000, le critère de population a été abandonné. Le Census Bureau's Participant Statistical Areas Program (PSAP) désigne les CDP et suggère des modifications.

## Exemples
| Nom           | Comté                  | Population |
| ------------- | ---------------------- | ---------- |
| South Hill    | Pierce                 | 52 431     |
| Cullomburg    | Choctaw, et Washington | 14 775     |
| Riverbend     | King                   | 2 132      |
| Lovelaceville | Ballard                | 972        |
| Green Bank    | Pocahontas             | 143        |
| Laurier       | Ferry                  | 1          |

## Effets de cette désignation
Les frontières de ce type de zone doivent être définies de manière collaborative entre les différents élus locaux. Elles ne sont pas fixées définitivement, et ne doivent pas affecter le fonctionnement des structures administratives officielles (municipalité, comté, etc.). Ces zones ainsi définies ne le sont qu'à but statistique. En effet, les frontières des CDP peuvent évoluer entre les différents recensements afin de refléter au mieux les changements dans l'occupation de l'espace par la population. Elles ne correspondent pas non plus forcément aux limites communales (une CDP peut être à cheval sur plusieurs municipalités).

## Conditions de désignation
Quelques conditions nécessaires à la désignation CDP :
- la zone doit être plus urbanisée que ce qui l'entoure, ayant une densité de population définissant un centre résidentiel, tel que Whitmore Lake (Michigan), ou Hershey (Pennsylvanie) ;
- une ancienne zone incorporée peut être désincorporée ou annexée par une ville voisine, mais l'ancienne ville ou une partie de celle-ci peut conserver son statut de CDP en en conservant les critères. Un exemple est l'ancien village de Covedale (Ohio), avec Covedale (CDP, Ohio) ;
- la désignation de CDP peut s'appliquer à de grandes bases militaires (ou à une partie de celle-ci) qui ne sont pas dans les frontières d'une communauté existante, telles que Fort Campbell North et Fort Knox au Kentucky ;
- dans certains cas, une CDP peut être définie comme la zone urbanisée environnant une municipalité incorporée, mais qui est à l'extérieur des limites de la ville, par exemple Greater Galesburg (Michigan) ou Greater Upper Marlboro (Maryland) ;
- dans d'autres cas, les limites d'une zone incorporée peuvent recouper une communauté reconnue. Un exemple est Bostonia (Californie), qui empiète sur les limites de El Cajon. L'USGS place le centre de Bostonia dans El Cajon. La CDP de Bostonia couvre la grande aire de El Cajon dans le comté de San Diego ;
- le Census Bureau considère tous les townships comme des zones non-incorporées, même dans les États où les townships sont incorporés suivant la loi de l'État ;
- dans certains États, une CDP peut être définie au sein d'une municipalité incorporée (pour les besoins du recensement) qui est considérée comme une minor civil division. Par exemple, les villes du Massachusetts et du Connecticut sont des municipalités incorporées, mais peuvent inclure des aires urbaines et rurales. Les CDP peuvent être utilisées pour décrire les aires urbaines au sein d'une municipalité, comme pour North Amherst (Massachusetts), ou encore Cumberland Head (New York), faisant partie de Plattsburgh ;
- certaines CDP représentent un regroupement de plusieurs communautés proches, par exemple Shorewood-Tower Hills-Harbert (Michigan) ou Egypt Lake-Leto (Floride). Toutefois, le Bureau du recensement mettra fin à cette méthode lors du recensement de 2010[2] ;
- Hawaï est le seul État sans communauté incorporée reconnu par le Bureau du recensement en aval des comtés. Toutes les données reportées concernant Hawaï dans le recensement sont des CDP ;
- dans certains États, le Bureau du recensement désigne toute une « minor civil division » (MCD) comme une CDP (par exemple : West Bloomfield Township, Michigan ou Reading (Massachusetts)). De telles désignations sont utilisées dans les États où les MCD fonctionnent avec une forte autorité gouvernementale et fournissent des services équivalents à ceux d'une municipalité incorporée (Nouvelle-Angleterre, les États du centre de la côte est, le Michigan et le Wisconsin). Cette pratique n'aura plus cours lors du recensement de 2010[2].